# Ecco Mylla

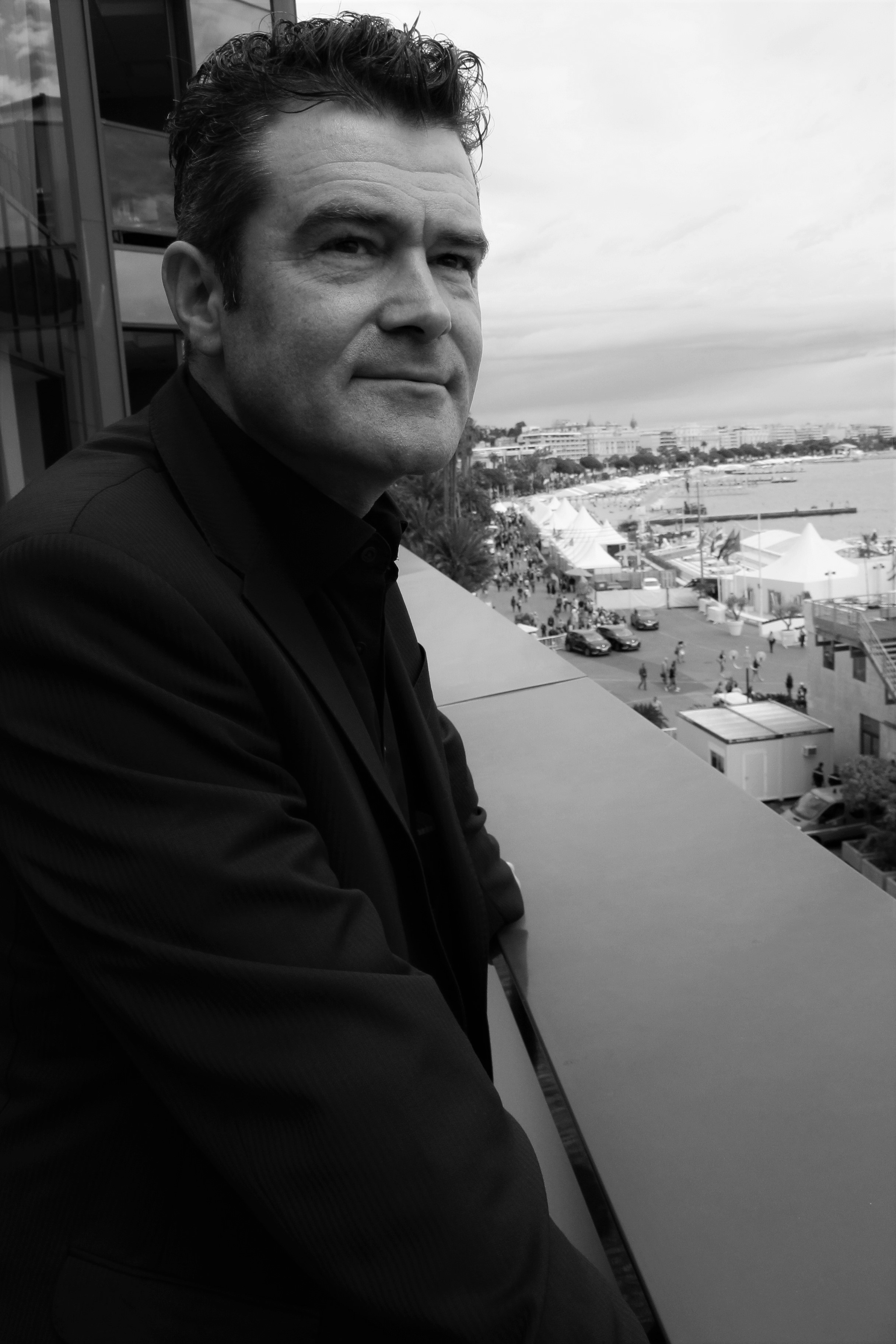
Ecco Mylla bei den 68. Internationalen Filmfestspielen von Cannes 2015 zur Präsentation des Films 90 Grad Nord von Detsky Graffam

Ecco Mylla, eigentlich Eckhard Müller (* 10. Mai 1968 in Stuttgart) ist ein deutscher Schauspieler.

## Leben
Nach seinem Abitur und Zivildienst in Hanau zog Mylla zum Studium nach Berlin, wo er sich zum Schauspieler ausbilden ließ und seither lebt. Hier spielte er unter anderem am Deutschen Theater, am Theater am Potsdamer Platz und am Heimathafen Neukölln sowie für das Zentrum für Politische Schönheit. Weitere Engagements führten ihn außerdem  ans Staatstheater Kassel, Bremer Theater, Staatstheater Wiesbaden sowie an das Pinceszínház-Theater Budapest. Er spielte unter anderem die Theaterrolle des Jürgen Bartsch in dem Ein-Personen-Stück Bartsch, Kindermörder von Oliver Reese sowie den Jack in dem literarischen Werk Fight Club (nach dem gleichnamigen Film) an der Commedia Futura und den Malteserritter Marquis von Posa in Schillers Drama Don Karlos.
In dem Udo-Lindenberg-Musical Hinterm Horizont, das über fünf Jahre am Theater am Potsdamer Platz in Berlin lief, gehörte Ecco Mylla zum Ensemble der Welturaufführung im Januar 2011 und stand zusammen mit Udo Lindenberg auf der Bühne. Mylla spielte auch in Kinoproduktionen, so zum Beispiel in der satirischen Liebeskomödie Leroy und der Culture-Clash-Komödie Salami Aleikum, wie auch im Fernsehen im Tatort, in den Serien SOKO Wismar und Der Landarzt sowie in mehreren Dokudramen von Gordian Maugg. Außerdem arbeitet er als Sprecher und Moderator. 
Im Februar 2024 veröffentlichte Ecco Mylla seinen Lyrik-Band "s c h r e i m a s c h i n e" im Verlag BoD.

## Filmografie (Auswahl)

### Kino
- 2016: Fucking Berlin – Regie: Florian Gottschick
- 2015: Fikkefuchs – Regie: Jan Henrik Stahlberg[1]
- 2015: Erwartungen – Regie: Sebastian Mattukat
- 2014: 90 Grad Nord – Regie: Detsky Graffam
- 2012: Frühlingswind – Regie: Robert Bittner
- 2008: Down Under – Regie: Detsky Graffam – Gewinner des Wettbewerbs zu  Baz Luhrmanns „Australia“ der 20th Century Fox[2]
- 2008: Salami Aleikum – Regie: Ali Samadi Ahadi
- 2006: Leroy – Regie: Armin Völckers

(Quelle:)

### Fernsehen
- 2023: Mit Herz und Holly: Diagnose Neustart – Regie: Wolfgang Eißler
- 2016: Die Deutschen und die Polen – Regie: Gordian Maugg
- 2015: SOKO Wismar (Folge: Zu spät) – Regie: Steffi Doehlemann
- 2014: Zweiter Weltkrieg – Der erste Tag / Das erste Opfer – Regie: Gordian Maugg
- 2013: Nacht über Deutschland – Regie: Gordian Maugg
- 2010: Lasko – Die Faust Gottes – Regie: Axel Sand
- 2010: Der Landarzt – Regie: Hans Werner
- 2009: Die Grenze – Regie: Roland Suso Richter
- 2009: Der Hungerwinter – Regie: Gordian Maugg
- 2008: Spieluhrprinzessin – Regie: Tristan Vostry
- 1995: Tatort: Bomben für Ehrlicher – Regie: Hans Werner

## Theaterproduktionen (Auswahl)
- 2016: Rapunzel – Rolle: Rapunzels Vater Martin – Regie: Holger Hauer[4]
- 2015: A Christmas Carol – Rolle: Bob Cratchit – Regie: Dieter Klinge
- 2014: Aladin und die Wunderlampe – Rolle: König – Regie: Peter Seuwen
- 2011: Hinterm Horizont – Das Udo-Lindenberg-Panical – Rolle: Vater – Regie: Ulrich Waller
- 2010: Misery – Rolle: Paul Sheldon – Regie: James E. Lyons
- 2005: Bartsch, Kindermörder – Rolle: Jürgen Bartsch – Regie: Peter Lüder
- 2005: Der Widerspenstigen Zähmung – Rolle: Nathanael – Regie: Heinz Trixner
- 2003: Joseph und seine Brüder – Rolle: Ruben – Regie: Irmgard Paulis
- 2002: Fight Club – Rolle: Jack – Edward Norton; Regie: Peter Lüder
- 2001: Süßer Vogel Jugend – Rolle: Tom Jr. – Regie: Folke Braband
- 2000: Don Karlos – Rolle: Marquis Posa – Regie: Gerhard Klingenberg
- 1997: Was Ihr Wollt – Rolle: Orsino – Regie: Serge Roon
- 1996: Die Dreigroschenoper – Rolle: Konstabler – Regie: Alexander Lang
- 1995: Amphitryon – Rolle: Mars – Regie: Jürgen Gosch

## Diskografie (Auswahl)
- 2016: Rapunzel (Die Lieder aus dem Musical) – Brüder Grimm Festspiele Hanau
- 2011: Hinterm Horizont – das Musical – Castalbum[5]
- 2009: Der Assistent – Regie: Paul Plamper
- 2006: Astra Obscura 1-13 –  Regie: Dieter Rhode